# Clermont-Créans

Clermont-Créans este o comună în departamentul Sarthe, Franța. În 2009 avea o populație de 1,215 de locuitori.